# Dichrostachys cinerea
Dichrostachys cinerea er en bælgfrugt i ærteblomst-familien. Planten kaldes på engelsk bl.a. for "sicklebush", "Bell mimosa", "Chinese lantern tree" eller Kalahari Christmas tree (i Sydafrika).